# 이철규 (공무원)
이철규(李哲圭, 1947년 8월 5일 ~ )는 대한민국의 공무원이다. 경기도 안양 출신.

## 학력
- 서울대학교 법과대학 졸업(법학 학사)
- 인하대학교 대학원 행정항 박사

## 경력
- 1971년 행정고시 10회 입격
- 경기도청 행정사무관
- 청와대 정무비서관
- 내무부 법무담당관
- 내무부 지방기획과장
- 청와대 대통령 정무2비서실 행정관
- 1989년 12월 27일 ~ 1992년 9월 28일 경기도 시흥시장
- 경기도 북부출장소장
- 경기도청 기획관리실장
- 인천직할시청 기획관리실장
- 민주자유당 경기도 시흥,군포시 지구당 위원장
- 1995년 7월 11일 ~ 1998년 6월 30일 인천광역시 정무부시장
- 1997년 12월 5일 ~ 1998년 5월 12일 제3대 인천발전연구원장
- 1998년 6월 17일 ~ 2000년 1월 17일 제4대 인천발전연구원장
- 2002년 8월 15일 ~ 2004년 2월 5일 제5대 경기개발연구원 원장
- 제17대 총선 경기도 시흥시 을에 출마하였으나 낙선
- 수원대학교 행정학과 교수
- 인하대학교 겸임교수
- 인천의제21 공동대표